# 657 Gunlöd
657 Gunlöd
657 Gunlöd là một tiểu hành tinh ở vành đai chính. Nó được xếp loại tiểu hành tinh kiểu C, có bề mặt tối và thành phần cấu tạo dường như bằng cacbonat nguyên thủy. Nó di chuyển ở quỹ đạo gần nhóm tiểu hành tinh Eunomia, nhưng không thuộc nhóm này. Nó có đường kính khoảng 43 km, suất phản chiếu ánh sáng là khoảng 0.042, và thời gian quay vòng là 15,7 giờ.
Tiểu hành tinh này do August Kopff phát hiện ngày 23.01.1908 ở Heidelberg, và được đặt theo tên Gunnlöd trong thần thoại Bắc Âu